# Saint-Hilaire-de-Court
Saint-Hilaire-de-Court là một xã thuộc tỉnh Cher trong vùng Centre-Val de Loire miền trung Pháp.

## Dân số
| 1962                                | 1968 | 1975 | 1982 | 1990 | 1999 | 2005 |
| ----------------------------------- | ---- | ---- | ---- | ---- | ---- | ---- |
| 260                                 | 265  | 308  | 668  | 794  | 735  | 752  |
| Từ năm 1962 Dân số không tính trùng |      |      |      |      |      |      |